# Віві (місто, Демократична Республіка Конго)
Віві (фр. Vivi) — місто в провінції Центральне Конго Демократичної Республіки Конго. Розташоване на північ від річки Конго, навпроти столиці провінції Матаді.
Засноване в 1879 році Генрі Мортоном Стенлі. Він був першою столицею Вільної Держави Конго з липня 1885 року по 1 травня 1886 року, коли столицю перенесено до Боми.